# منطقه‌گرایی (سیاست)

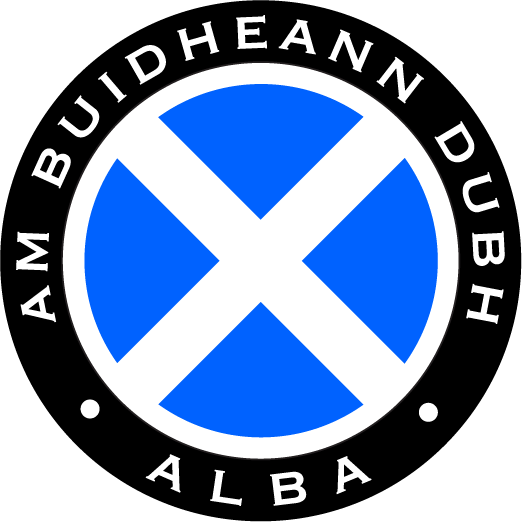
منطقه‌گرایی یا رژیونالیسم

در علم سیاست، منطقه‌گرایی، ناحیه‌گرایی یا رژیونالیسم (به انگلیسی: Regionalism) یک ایدئولوژی سیاسی است که به منافع یک منطقه خاص یا تجمعی از مناطق، اعم از بومی یا رسمی (دولتی) گفته می‌شود.
هدف ناحیه‌گرایان افزایش نفوذ و قدرت سیاسی در ناحیه خود از طریق کسب استقلال نسبی یا در درجه‌ای بالاتر به چنگ آوردن حاکمیت و استقلال کامل از راه تجزیه‌طلبی و جدایی از تمامیت یک کشور واحد است.
منطقه‌گرایان اغلب با مخالفت توده‌های مردم از جمله مردم مناطق خود روبه‌رو هستند.